# Omorate
Omorate est une petite ville du sud de l'Éthiopie située sur l'Omo à proximité du lac Turkana et de la frontière avec le Kenya. Elle est le chef-lieu du woreda Dasenech et le pays des Dassanetchs. 

## Situation
Située dans la vallée du Grand Rift au bord de l'Omo, Omorate est à 750 km d'Addis-Abeba, environ 200 km au sud-ouest de Jinka et une trentaine de kilomètres au nord du lac Turkana.
Elle fait partie de la région des nations, nationalités et peuples du Sud jusqu'au transfert de la zone Debub Omo dans la région Éthiopie du Sud en 2023.

## Population
Le recensement national de 2007 fait état de 2 361 habitants à Omorate.
C'est le pays des Dassanetchs.

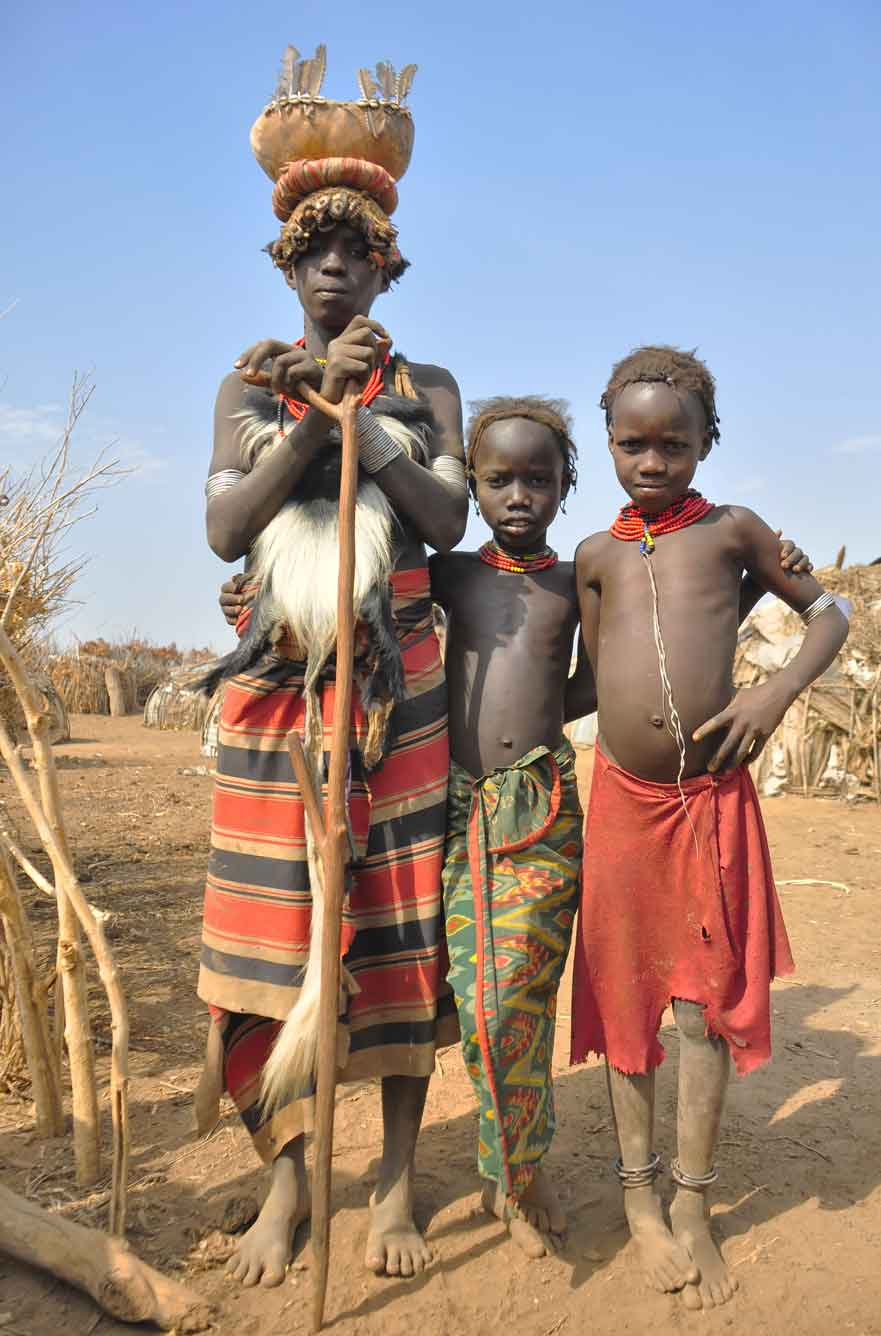
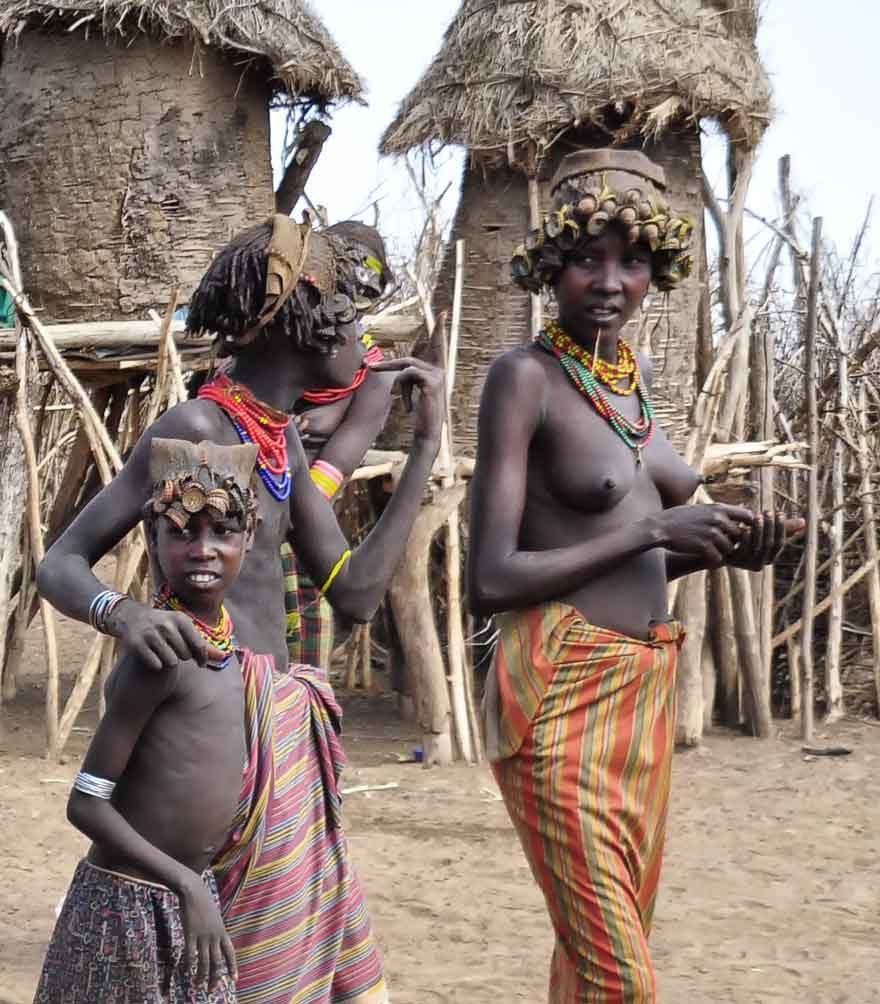
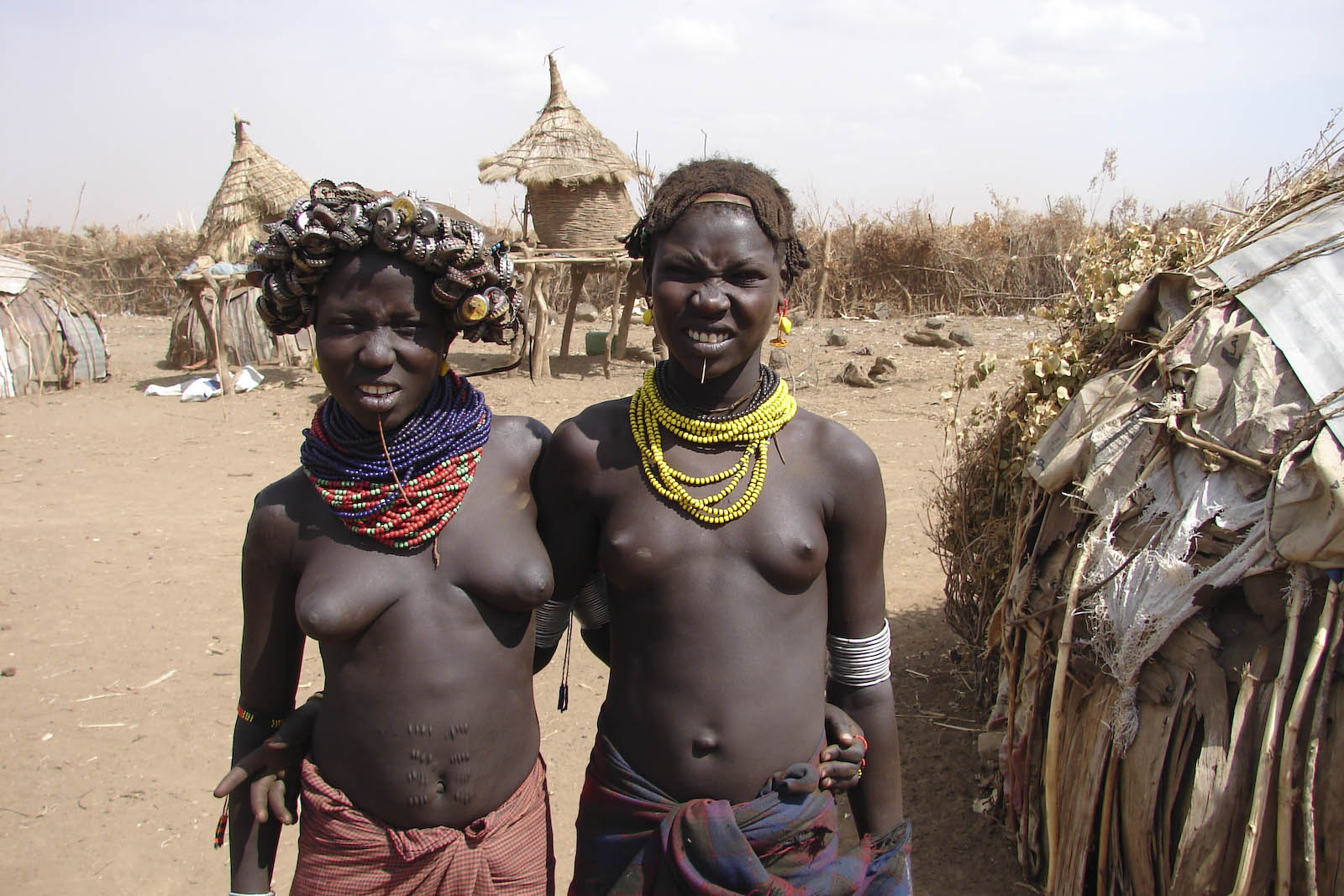
Jeunes femmes Dassanetchs.
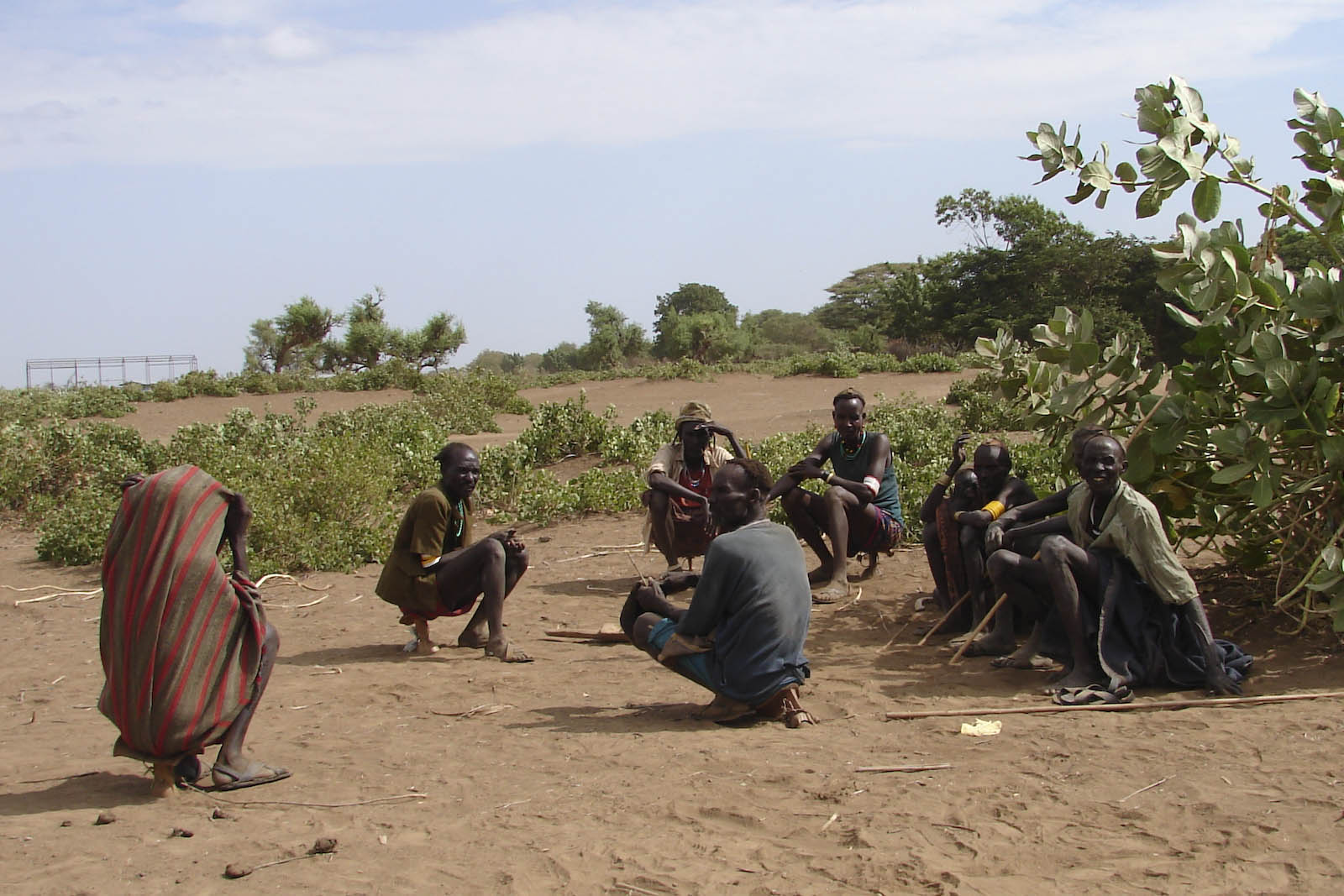
Les Anciens en palabre.